# Gastronomía de Creta
La gastronomía cretense (en griego: Κρητική κουζίνα, romanizado: Kritikí kuzína) es la alimentación, platos, técnicas y demás tradición culinaria de la isla de Creta, en Grecia. Por sus características se considera propiamente una gastronomía mediterránea, en la que el aceite de oliva, las frutas y verduras, los productos del mar y el pan de trigo son los fundamentos de la dieta. A pesar de recibir numerosas influencias, tanto de occidente como de oriente, la base mediterránea de la dieta cretense actual es la misma que la de la civilización minoica del 3000 a. C.
Según el autor culinario M. Psilakis, cocina cretense «se diferencia de otras cocinas porque no intenta mezclar sabores», pues se caracteriza por preparaciones sencillas, hechas con productos frescos de gran calidad.

## Platos típicos
- Dakos: pan de cebada seco remojado con tomate triturado, queso mizithra, aceitunas y aceite de oliva.
- Kalitsounia: pequeñas empanadas rellenas de queso o hierbas, a veces dulces con miel.
- Chochlioi boubouristi: caracoles fritos con aceite de oliva y romero, una especialidad cretense.
- Gamopilafo: arroz cremoso hecho con caldo de cordero o cabra, servido en bodas.
- Antikristo: cordero asado lentamente en grandes trozos alrededor de una fogata.
- Staka con huevos: mantequilla espesa con harina, usada para freír huevos.

### Postres
- Bougatsa: pastel de hojaldre relleno de crema o queso, a veces espolvoreado con azúcar y canela

## Bebidas
- Raki (tsikoudia): Un aguardiente fuerte que se ofrece como gesto de hospitalidad.
- Vino: los vinos de Creta son tradicionalmente de uvas Vidiano o Liatiko.